# 顿涅茨克人民共和国国旗
顿涅茨克人民共和国国旗是由黑、蓝、红组成的三色旗。顿涅茨克人民共和国是在2014年成立于乌克兰东部的一個未被普遍承认的政治實體。旧国旗上有俄文国名顿涅茨克人民共和国和双头鹰國徽。目前的国旗于2018年2月27日恢复使用。

## 含義
| 顏色 | 黑      | 藍        | 紅        |
| ---- | ------- | --------- | --------- |
| RGB  | 0-0-0   | 14-63-209 | 220-31-38 |
| HTML | #000000 | #0e3fd1   | #dc1f26   |

- 黑色象徵新俄羅斯的肥沃土地和頓巴斯的煤炭。
- 藍色象徵著人民的精神和亞速海的水域。
- 紅色象徵為人民的自由而流的血[1]。

## 旗帜

### 顿涅茨克人民共和国

顿涅茨克人民共和国国旗（2014年-2018年）
顿涅茨克人民共和国国旗
“顿涅茨克共和国”党的党旗
“顿涅茨克共和国”党的党旗之一
顿涅茨克人民共和国的军旗（索马里大营）
顿涅茨克-克里沃罗格苏维埃共和国国旗
頓涅茨克人民共和國国旗(其他版本)
頓涅茨克人民共和國国旗(其他版本)
顿涅茨克人民共和国共产党党旗
2015年顿涅茨克人民共和国的车牌
苏联国旗；顿涅茨克人民共和国支持者在2014年独立运动中曾使用的旗帜

### 新俄罗斯

新俄罗斯国旗
新俄罗斯的战旗
新俄罗斯的军旗
新俄罗斯顿涅茨克人民共和国地方旗帜
新俄罗斯顿涅茨克人民共和国地方旗帜

### 相关旗帜

卢甘斯克人民共和国
哈尔科夫人民共和国
敖德薩人民共和國
顿涅茨克-克里沃罗格苏维埃共和国
哈尔科夫人民共和国
卢甘斯克人民共和国

## 另見
- 俄占乌克兰当局旗帜列表

1. ↑  . Дождь. （原始内容存档于2014-10-22）.